# Corinne au cap Misène
Corinne au cap Misène est un tableau de François Gérard peint entre 1819 et 1821, conservé aujourd'hui au musée des Beaux-Arts de Lyon.

## Historique de l'œuvre

### Le fruit d'une relation amoureuse
La réalisation de ce tableau se concrétise, pour ainsi dire, grâce à l’interaction de quatre personnages clés : Madame Germaine de Staël, Madame Juliette Récamier, le prince Auguste de Prusse et bien évidemment François Gérard. Ainsi, tout commence lors de l’été 1807 ; le prince Auguste est envoyé en France comme prisonnier d’État à Soissons, après la défaite de l’armée prussienne face aux troupes napoléoniennes, il peut toutefois se rendre fréquemment à Paris, où il fréquente les salons de l’époque. Il y est présenté à Madame de Staël, qui l'invite à se rendre chez elle, au château de Coppet près de Genève. C’est donc lors de ce séjour que le prince fait la rencontre de Juliette Récamier, alors mariée à Jacques Récamier, riche banquier d’origine lyonnaise (tout comme elle). De cette rencontre naît une passion réciproque entre les deux jeunes gens, riche d’échanges épistolaires, mais aussi artistiques (ils s’échangent des œuvres, leurs portraits notamment et font appel aux artistes en vogue de l’époque pour les réaliser).

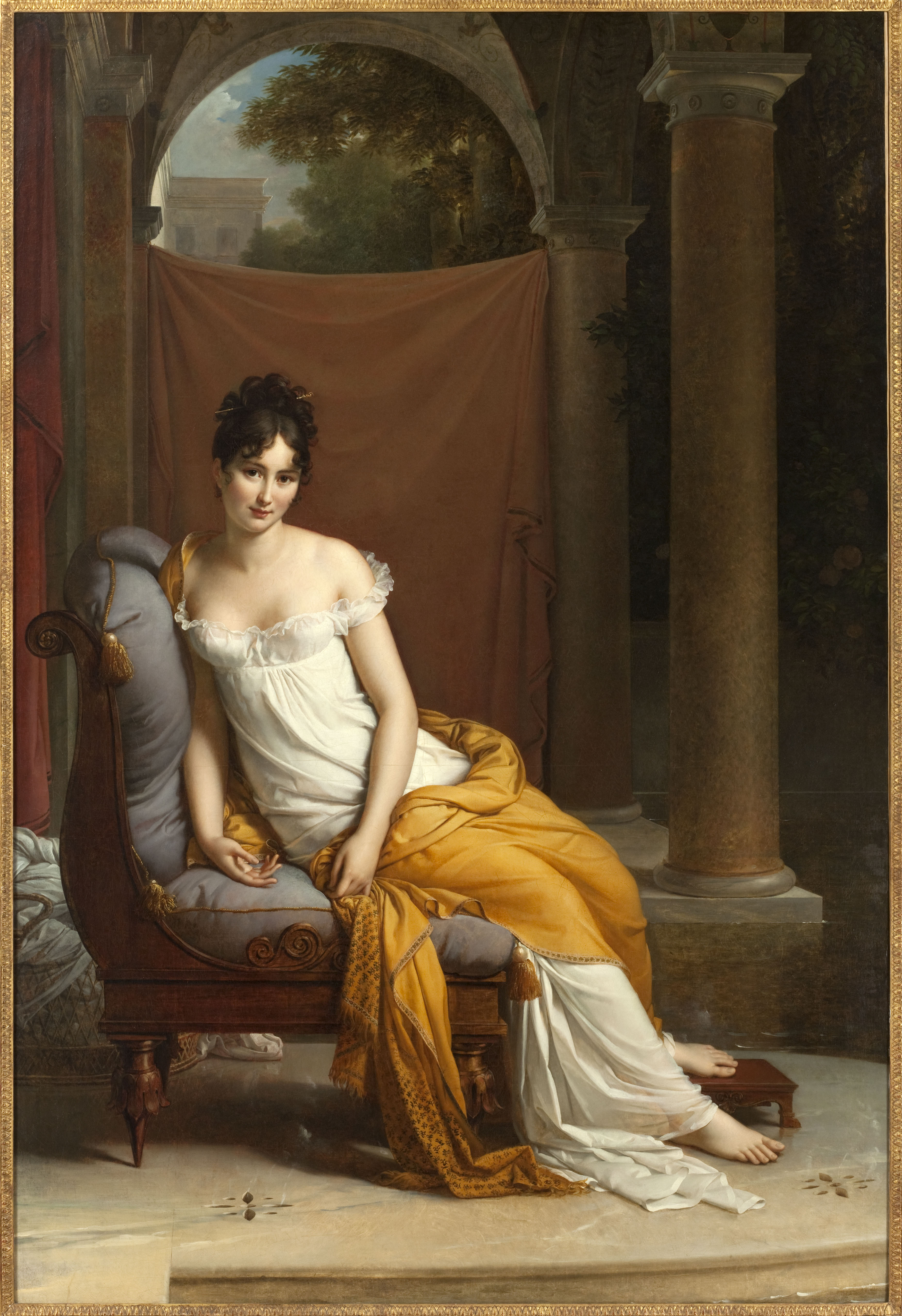
Portrait de Juliette Récamier, François Gérard, 1802, musée Carnavalet.

C’est donc au sein de cette relation amoureuse que naît Corinne au cap Misène ; en 1817, le prince et Juliette doivent faire face à la perte de leur amie commune Madame de Staël et pour rendre hommage à la femme qui permit leur rencontre, tous deux décident de commander la réalisation d’un tableau qui témoignerait de l’admiration qu’il portent à l’une des femmes les plus brillantes de son époque. Auguste de Prusse sollicite d’abord, par l’intermédiaire de Juliette Récamier, Jacques Louis David, alors en exil à Bruxelles, pour réaliser l’œuvre. Néanmoins, ce dernier demande une somme trop élevée (40 000 francs). Le prince Auguste sollicite alors François Gérard.

« Berlin, le 6 avril 1819.
	Désirant conserver le souvenir de Mme de Staël par les arts, autant qu’il restera dans la littérature par ses ouvrages, j’avais cru que le plus sûr moyen serait de vous demander de faire pour moi un tableau dont le sujet serait tiré de Corinne. L’amitié que Mme de Staël m’a témoignée dans des temps malheureux, m’engage surtout à lui donner cette preuve de reconnaissance. Mme de Récamier ayant bien voulu se charger de cette commission par attachement pour Mme de Staël, parce qu’elle attache le plus grand prix à tout ce qui peut honorer sa mémoire, j’apprends avec le plus grand plaisir que vous voulez bien vous charger de cet ouvrage et vous témoignant ma reconnaissance pour cette complaisance, je soumettrai à votre jugement s’il ne serait pas avantageux de représenter Corinne sous les traits embellis de Mme de Staël et de choisir le moment de son triomphe au Capitole, ou celui où elle se trouve au cap Misène, sans vouloir cependant en rien vous gêner dans la composition de cet ouvrage. Je désire, Monsieur, que ce tableau vous soit une nouvelle preuve de ma grande admiration que j’ai pour votre talent et de la parfaite estime avec laquelle je suis votre dévoué.
Auguste, prince de Prusse. »

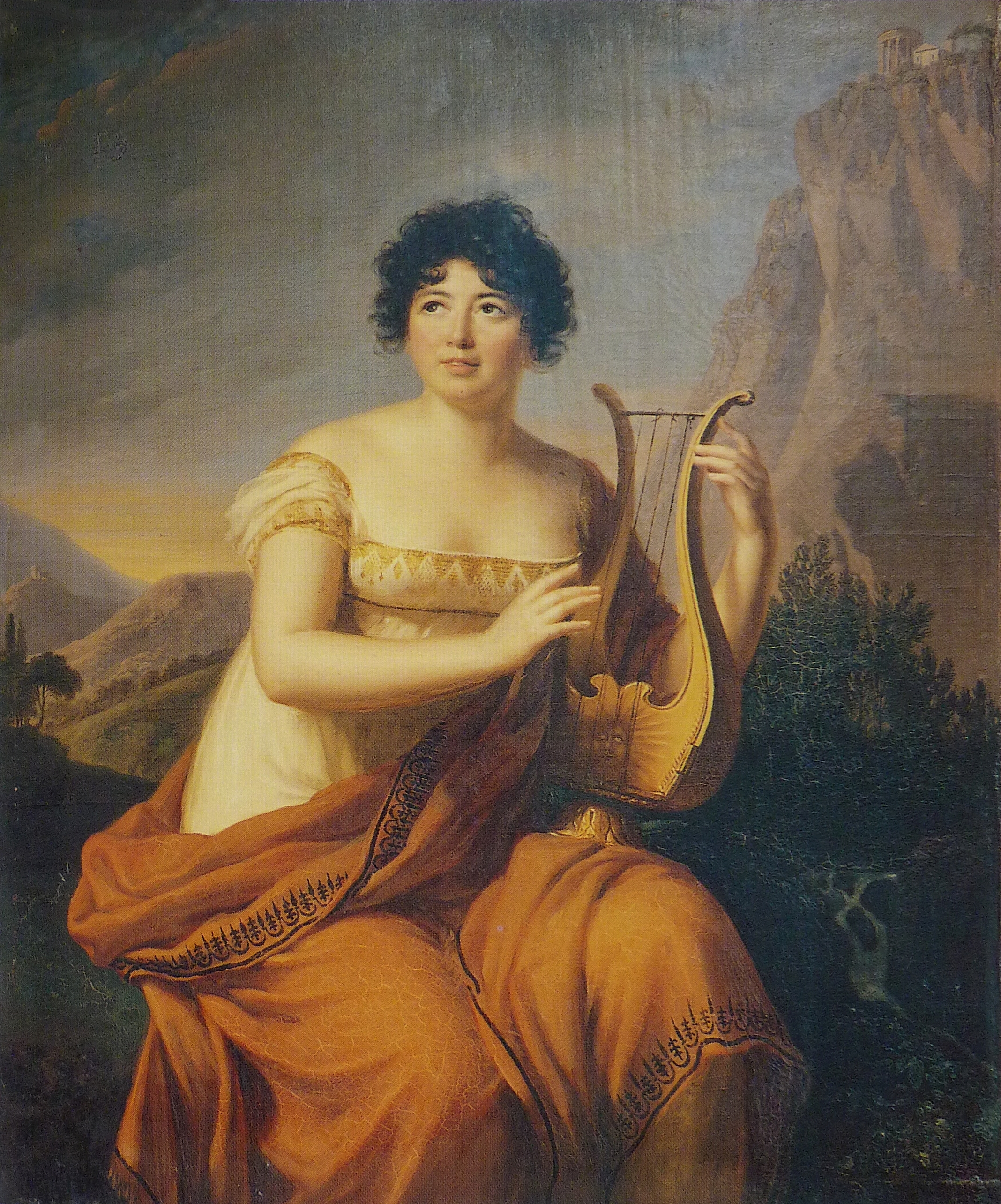
Madame de Staël en Corinne, Firmin Massot, 1807, Château de Coppet.

Le prince Auguste impose certains critères à François Gérard : il lui propose pour sujet deux passages possibles du roman Corinne ou l’Italie (publié l’année de sa rencontre avec Juliette Récamier et évoquant une histoire d’amour impossible entre Corinne et Oswald). Il lui suggère de retenir les traits de Madame de Staël pour représenter Corinne. Gérard se montre prudent face à ce second point. Le personnage de Corinne avait déjà été représenté sous les traits de sa créatrice quelques années auparavant par Élisabeth Vigée Le Brun.

### Réception
Une seconde version du tableau est présentée au Salon à Paris en 1822 et remporte un grand succès. Adolphe Thiers est élogieux à son égard :

« En rendant grâce à Mme de Staël d’avoir fourni ce beau sujet et les grandes situations dont il est plein je trouve pourtant l’avantage du côté du peintre. Sur la toile, je ne vois que raison, vérité et pureté parfaite ; je n’y rencontre ni désordre, ni mysticisme ; Corinne y est noble, touchante, passionnée et, malgré son génie, elle est tendre encore ; j’y retrouve surtout cette mélancolie profonde qui me charme dans le roman et me le fait relire souvent malgré ses mensonges de sentiment ; enfin je n’y déplore pas une aberration du gout, j’y vois au contraire, avec une joie nationale, un progrès de l’art qui honore à la fois et l’artiste, et la patrie, et le siècle. »

Stendhal écrit que « Nous ne pourrions rien ajouter aux éloges qu’ils en ont faits comme d’une voix unanime : tous se sont accordés à louer le mérite de la composition, son effet pittoresque, l’expression vive et animée de Corinne, et l’émotion qu‘éprouvent les divers personnages qui se sont approchés d’elle pour l’entendre. M. Gérard a exposé au salon un fort beau portrait. »
Plusieurs répliques sont commandées au peintre, réduites au personnage principal.

### Postérité
Quant à l’œuvre initiale de François Gérard, elle fut offerte à Juliette Récamier par le Prince Auguste de Prusse en 1821. Cette dernière l’installe alors dans ses appartements de l'Abbaye-aux-Bois à Paris.
L’œuvre de Gérard est témoin des illustres réceptions de Madame Récamier. Chateaubriand témoigne de sa présence dans ses Mémoires d'outre-tombe : « Le tableau de Gérard, Corinne au cap Misène, occupait toute la paroi du fond, et lorsqu'un rayon de soleil, à travers les rideaux bleus, éclairait soudain la toile et la faisait vivre, on pouvait croire que Corinne, ou Mme de Staël elle-même, allait ouvrir ses lèvres éloquentes et prendre part à la conversation. »
Enfin, à sa mort, Juliette Récamier lègue par testament Corinne au cap Misène au musée de Lyon, sa ville natale. Le tableau est depuis cette date exposé au musée des beaux arts de Lyon.  L'œuvre a été présentée dans l'exposition Juliette Récamier, muse et mécène en 2009.

## Corinne ou l'ItalieetCorinne au cap Misène
« C’était sur le cap Misène que Corinne avait fait préparer les danses et la musique. […] Elle alla s’asseoir à l’extrémité du cap sur le bord de la mer. Oswald se hâta de l’y suivre ; mais comme il arrivait près d’elle, la société qui les accompagnait les rejoint aussitôt pour supplier Corinne d’improviser dans ce beau lieu. Son trouble était tel en ce moment, qu’elle se laissa ramener vers le tertre élevé où l’on avait placé sa lyre, sans pouvoir réfléchir à ce qu’on attendait d’elle. […] Du haut de la petite colline qui s’avance dans la mer et forme le cap Misène, on découvrait parfaitement le Vésuve, le golfe de Naples, les îles dont il est parsemé, et la campagne qui s’étend depuis Naples jusqu’à Gaëte, enfin la contrée de l’univers où les volcans, l’histoire et la poésie [sic] ont laissé le plus de traces. […] Elle accorda sa lyre et commença d’une voix altérée. Son regard était beau ; mais qui la connaissait comme Oswald pouvait y démêler l’anxiété de son âme : elle essaya cependant de contenir sa peine, et de s’élever, du moins pour un moment, au-dessus de sa situation personnelle. […] La lueur douce et pure de la lune embellissait son visage ; le vent frais de la mer agitait ses cheveux pittoresquement, et la nature semblait se plaire à la parer. »

Corinne ou l'Italie est un roman qui évoque les différences de mœurs en Italie, en France et en Angleterre. Le personnage principal est la poétesse Corinne, à la recherche de son indépendance dans l'Europe de la fin du XVIIIe siècle. Le roman lance ainsi un débat sur la condition féminine, sur le droit de la femme à vivre en étant indépendante et à exister en tant qu'écrivain. Mme de Staël se représente elle-même dans le personnage de Corinne. Corinne est une jeune italienne, admirée pour sa culture et son talent de poète. Les Italiens accourent pour l'écouter improviser des vers, ses sorties publiques se font sur un char triomphal à la manière des philosophes de l'Antiquité, elle mène une vie d'une grande liberté pour une femme de son époque, sans contrainte sociale. Corinne n'écrit pas, elle improvise. Elle compose donc sans préparation devant un public. Si cette pratique poétique est risquée, c'est par elle que se manifeste le génie qui habite Corinne :
« Ce n'était plus une femme craintive, mais une prêtresse inspirée qui se consacrait avec joie au culte du génie. »
Décidée à ne jamais se laisser aller à des sentiments amoureux, pour préserver son indépendance, Corinne s'éprend pourtant d'Oswald, un jeune lord qui voyage en Italie pour oublier la mort de son père. Très vite, Oswald est séduit par l'intelligence, la sensibilité et la beauté de Corinne, mais il se souvient de la promesse qu'il avait faite à son père d'épouser une Anglaise. Corinne prend conscience de son destin tragique lors d'une improvisation au cap Misène, près de Naples. Dans une lettre adressée à Oswald, elle décide dès lors de raconter son histoire et de révéler sa véritable identité, Corinne étant un pseudonyme emprunté à une poétesse de la Grèce antique.
Le peintre a choisi pour son tableau l'épisode du cap Misène, c'est-à-dire le moment où l'héroïne, d'ordinaire libre et confiante, comprend que son amour impossible pour Oswald la condamne au désespoir :

« La lueur douce et pure de la lune embellissait son visage, le vent frais de la mer agitait ses cheveux pittoresquement, et la nature semblait se plaire à la parer. Corinne cependant fut tout à coup saisie par un attendrissement irrésistible : elle considéra ces lieux enchanteurs, cette soirée enivrante, Oswald qui était là, qui n'y serait peut-être pas toujours, et des larmes coulèrent de ses yeux. Le peuple même, qui venait de l'applaudir avec tant de bruit, respectait son émotion, et tous attendaient en silence que ses paroles fissent partager ce qu'elle éprouvait. »

Le peintre situe sa scène dans un paysage menaçant, le Vésuve fumant à l'arrière-plan, sous une lumière lunaire, traduisant l'émotion qui submerge Corinne à cet instant précis :
« La campagne de Naples est l'image des passions humaines : sulfureuse et féconde, ses dangers et ses plaisirs semblent naître de ces volcans enflammés qui donnent à l'air tant de charmes, et font gronder la foudre sous nos pas. »

## Analyse et description
François Gérard a été l’un des élèves de Jacques-Louis David. Il a donc été très marqué par le style néo-classique, que l’on peut retrouver dans Corinne au cap Misène.
Nous retrouvons dans la physionomie du personnage principal de l’œuvre une lointaine évocation des traits de Mme de Staël, bien que le peintre ait refusé la demande du Prince de Prusse de la représenter sous les « traits embellis » de celle-ci.
François Gérard a choisi de représenter le passage du roman de Mme de Staël où le personnage de Corinne se trouve au cap Misène ; Elle vient d’improviser un long poème pour celui qu’elle aime, Oswald. Elle est trop émue pour continuer et pose donc sa lyre. Elle détourne son visage vers un ciel menaçant. 
De plus, Gérard nous donne l’impression que le temps est figé, comme si l’émotion de Corinne était si forte qu’elle était capable de générer cela. 

### Le décor
« L’effet indique le moment qui suit le coucher du soleil, où les lieux élevés reçoivent encore les derniers rayons du jour, tandis que les parties inférieures sont enveloppées dans la demi-teinte »
Le paysage que veut nous montrer Gérard ne reflète pourtant pas la réalité. En effet, il s’appuie sur le texte de Mme de Staël et cette dernière avait décrit un paysage imaginaire. 
Lorsque Mme Récamier se rendit sur les lieux supposés de la scène, elle se rendit compte que le Vésuve était à peine visible de là où elle se trouvait. Mais elle convint que Gérard avait eu raison de s’inspirer directement des descriptions de sa défunte amie romancière.